# Joaquín Eufrasio Guzmán
Pour les articles homonymes, voir Guzmán.
Joaquín Eufrasio Guzmán (1801 - c. 1875) est un homme politique. Il est trois fois président par intérim du Salvador : du 25 octobre 1844 au 16 février 1845, du 25 avril 1845 au 1er février 1846 et du 19 janvier 1859 au 15 février 1859, après avoir mené un coup d'État contre le général Francisco Malespin, pendant la guerre contre le Guatemala. 

## Biographie
Guzmán est né à Cartago, au Costa Rica, en 1801, dans une famille possédant des terres. Dans les dissensions entre les partis fédéral et centraliste, Guzmán rejoint le premier camp. Propriétaire foncier, il est nommé au grade de lieutenant-colonel. 
Il est élu vice-président du Salvador en 1844, avec pour président le général Francisco Malespin. Cette année-là, Malespin déclare la guerre au Guatemala et quitte la capitale pour commander en personne à l'armée. Guzmán devient de fait président par intérim. 
Guzmán mène un coup d'Etat contre Malespin le 2 février 1845 et est rejoint par la plus grande partie des habitants de la capitale, et une partie de la petite armée du général. Ils déposent Malespin, et Guzmán assume la présidence jusqu'à la fin du mandat. 
Appuyé par des troupes du Honduras, Malespin envahit le Salvador mais est vaincu et assassiné. Guzmán est récompensé par l'Assemblée, qui lui décerne le rang de général de division. Il soutient la tenue d'élections libres et cède sa place à son successeur, Eugenio Aguilar, en 1848. 
Guzmán est plusieurs fois élu à l'assemblée législative, au conseil d'État et dans la préfecture du département où il résidait. 
Il a ensuite été élu vice-président du Salvador, aux côtés du président Miguel Santín del Castillo, occupant cette fonction de février 1858 à février 1859. 
Il meurt en 1875 à San Miguel, au Salvador. 
Il est marié et a une famille. Son fils David Joaquín Guzmán est un homme politique et un médecin, directeur et fondateur du Musée national du Salvador et du musée d'anthropologie au Nicaragua. 